# Gabriel Veyre
Gabriel Antoine Veyre (1871-1936) là một đạo diễn, nhà chiếu phim, nhiếp ảnh gia người Pháp. Ông là người thực hiện buổi chiếu phim đầu tiên tại Việt Nam vào 28 tháng 4 năm 1899.
Gabriel Veyre sinh ngày 1 tháng 2 năm 1871 tại Isère, vùng Auvergne-Rhône-Alpes nước Pháp. Năm 1896, sau khi kết thúc việc học về ngành dược ở Lyon, Gabriel Veyre làm việc cho hai anh em Louis và Auguste Lumière như một người chiếu phim. Sau đó, ông thực hiện chuyến đi đầu tiên đến châu Mỹ Latinh, tới các nước México, Cuba, Colombia, Venezuela và Panama. Năm 1898, ông thực hiện chuyến đi thứ hai tới Canada, sau đó qua châu Á, tới Nhật, Trung Quốc và Đông Dương. Tại Hà Nội, Gabriel Veyre đã thực hiện buổi chiếu phim vào ngày 28 tháng 4 năm 1899, mở cửa miễn phí cho khán giả. Đây là buổi chiến phim đầu tiên ở Việt Nam.
Trong khoảng thời gian 1901 đến 1907, Gabriel Veyre trở thành người chụp ảnh và quay phim cho vua Moulay Abd el Aziz của Maroc. Trong những năm này, ông thực hiện những bức ảnh màu đầu tiên, hợp tác với báo L'Illustration và công bố tác phẩm Dans l'intimité du Sultan (1905).
Thời gian sau, Gabriel Veyre tới sống tại Casablanca, chuyến hướng sang công nghiệp, xây dựng nhiều nhà máy và nhập khẩu những chiếc ô tô đầu tiên vào Maroc.
Năm 1935, Gabriel Veyre thực hiện một phóng sự bằng ảnh màu về Maroc. Ngày 13 tháng 1 năm 1936, ông mất tại Casablanca.